# Ohobin
Ohobin ist ein osttimoresischer Ort im Suco Lourba (Verwaltungsamt Bobonaro, Gemeinde Bobonaro). Das Dorf liegt an der Grenze zwischen den Aldeias Sordoli und Zo-Belis, auf einer Meereshöhe von 770 m. Die Grenze bildet die Überlandstraße von Maliana nach Carabau. Auf beiden Seiten der Straße stehen die Gebäude von Ohobin. Westlich liegt der Ort Lourba, südöstlich das Dorf Udu-Ai.
Südlich von Ohobin steht eine Sendeanlage der Telemor.